# ТЕС Каруппур
11°7′17″ пн. ш. 79°31′47″ сх. д. / 11.12139° пн. ш. 79.52972° сх. д.
ТЕС Каруппур – електроенергетичний майданчик у індійському штаті Тамілнад.
В 2005 році на майданчику станції став до ладу парогазовий блок комбінованого циклу потужністю 120 МВт, в якому газова турбіна потужністю 70 МВт живить через котел-утилізатор одну парову турбіну з показником 50 МВт.
ТЕС розрахована на використання природного газу, який надходить по перемичці довжиною 8 км та діаметром 300 мм від розташованого неподалік родовища Кутталам. В 21 столітті на тлі зростання споживання та падіння видобутку в Індії виник дефіцит блакитного палива, що впливає на об’єкти електрогенерації. ТЕС Каруппур продовжує роботу, проте за перші 10 місяців 2022/2023 бюджетного року виробила лише 55 млн кВт-год.
Для охолодження використовують воду із річки Коллідам.
Проект реалізували через компанію LANCO Infratech Limited, що належить до LANCO Group.